# Factoria Anglesa (Porto)
La Factoria Anglesa (en portuguès: Feitoria Inglesa) és un edifici situat a la Rua do Infante Dom Henrique a la ciutat de Porto, a Portugal. Està inclòs dintre del conjunt del centre històric de Porto, classificat com a Patrimoni de la Humanitat de la UNESCO des del 1996.
Aquest edifici és un excel·lent testimoni de l'aliança luso-britànica i del pes de la comunitat britànica a la ciutat, dedicada, sobretot, al comerç del vi de Porto.
La factoria anglesa més antiga del Nord de Portugal, datada del segle xvi, estava situada a Viana do Castelo. El primer reglament de la Factory House of Oporto sorgí el 1727. Construïda entre el 1785 i 1790, d'acord amb un projecte del cònsol anglès John Whitehead, la Factoria Anglesa està inspirada en l'estil neopal·ladià anglès, essent l'única Factory House que sobrevisqué fins a l'actualitat de les moltes que existien per tot el món.
La façana principal presenta un aspecte classicitzant, distribuint-se en quatre pisos. La planta baixa està formada per set arcs que donen accés a una galeria exterior i a l'entrada de l'edifici. El pis principal està format per altes finestres amb balcons i frontons. Aquests són corbs a les finestres dels extrems i triangulars a les del mig. La façana està rematada amb una platabanda decorada amb balustres i garlandes.
A l'interior, cal destacar l'escalinata amb la respectiva claraboia, el saló de ball i la monumental cuina. Els pisos 2n i 4t, concebuts sota la forma d'entresols, tenen finestres de dimensions reduïdes. Situada al darrer pis, la cuina encara conserva tot l'equipament original i la vaixella primitiva. La Factoria Anglesa disposa, encara, d'una vasta biblioteca i un conjunt de béns notable, com mobiliari Chippendale, porcellanes i faiances de qualitat.
D'altres símbols de la presència britànica a Porto són l'Oporto Cricket and Lawn Tennis Club, fundat el 1855, i l'Oporto British School que, fundada el 1894, és l'escola d'estil britànic més antiga al continent europeu.